# Енгибаров, Енгибар
Енгибар Енгибаров (болг. Енгибар Енгибаров; род. 5 сентября 1971 года) — болгарский футболист и футбольный тренер, защитник. На данный момент возглавляет футбольный клуб «Витоша».

## Клубная карьера
Большую часть карьеры играл на родине за ряд болгарских клубов, включая «Славию»,  ЦСКА, «Берое» и «Дунав». Играл также в Германии за «Бохум» и «Гройтер».

## Тренерская карьера
В 2018 году возглавил болгарский футбольный клуб «Спартак» из города Варна. Вместе с клубом он занял 1 место в третьем по силе дивизионе, и получил повышение во второй дивизион.

В 2019 году возглавил футбольный клуб «Витоша», из Группы «А». После 4 туров клуб находится на последнем месте, не выиграв не одного матча.